# Autovía del Olivar
La autovía del Olivar es una autovía autonómica andaluza que comunica entre Úbeda, en la provincia de Jaén y Estepa, en la provincia de Sevilla, discurriendo por donde ahora lo hacen las carreteras autonómicas A-316 (de Úbeda a Alcaudete) y A-318 (de Estepa a Luque). Actualmente se encuentra en servicio los tramos situados entre Úbeda y Martos, el resto de tramos están en fase de proyecto o pendientes de licitación, en lo correspondiente a la provincia de Córdoba y Sevilla, salvo el tramo entre las localidades cordobesas de Lucena y Cabra. Cuenta unos 169,89 kilómetros de longitud, de los cuales 87,5 kilómetros está en servicio actualmente y el resto esta en fase de proyecto o pendiente de actualización de proyecto, ya caducados.
Conecta con otras seis vías de gran capacidad:
- A-92, tramo Sevilla-Almería, por Granada
- A-45, tramo Córdoba-Málaga, por Lucena
- N-432, tramo Badajoz-Granada, a la altura de Luque
- A-306, tramo El Carpio-Torredonjimeno
- A-44, tramo Bailén-La Gorgoracha, por Jaén y Granada
- A-32, tramo Linares-Albacete

## Objetivo estratégico
La autovía del Olivar conocida también como Eje Diagonal Intermedio, supone un excelente soporte para la comunicación de un buen número de ciudades medias que están experimentando un creciente desarrollo económico en el interior de Andalucía. Las obras de esta nueva autovía se incluyen en el Plan de Infraestructuras para la Sostenibilidad del Transporte en Andalucía (PISTA) que desarrolla la Junta de Andalucía con el horizonte del año 2013.
Este eje, proyectado por la Consejería de Fomento y Vivienda de la Junta de Andalucía con Fondos FEDER de la Unión Europea, tendrá una longitud de 169,89 kilómetros y supone una inversión de 700 millones de euros. El empleo asociado a esta inversión asciende a 12 246 puestos de trabajo, de los que 7097 son directos y 5149 indirectos.
La autovía del Olivar beneficiará a más de 90 municipios que estarán situados a menos de 25 minutos de una vía de gran capacidad, lo que supone un total de 800 000 habitantes beneficiados por la nueva infraestructura.
Este eje transversal en el interior de Andalucía comunica directamente con otras seis vías de gran capacidad, desde la autovía A-92 a la altura de Estepa a la autovía A-32 de Bailén a Albacete por Úbeda.
La autovía del Olivar influirá positivamente en el desarrollo social y económico de las ciudades del interior de Andalucía: esta nueva infraestructura facilita la movilidad, favoreciendo el tejido industrial de la zona. Además, los ciudadanos accederán más cómodamente y con rapidez a los servicios sociales, educativos y sanitarios situados en las capitales y en los principales municipios.
Una vez finalizadas las obras, se calcula que la autovía del Olivar supondrá una reducción del tiempo de recorrido actual entre las ciudades de Úbeda y Estepa de 60 minutos. Esto es debido al aumento de la capacidad de la carretera, la mejora del trazado y la construcción de variantes de población, que evitan el paso de los vehículos por los cascos históricos y las consiguientes retenciones.
El ahorro energético que supone la nueva infraestructura se calcula en función de la amortización y conservación de los vehículos, el consumo de combustibles, de lubricantes y neumáticos, y la disminución del tiempo de recorrido y la siniestralidad.

## Situación previa
La carretera A-316 sigue el trazado de la antigua carretera nacional N-321 (Úbeda-Málaga). Cuando dicha carretera N-321 fue transferida a la Junta de Andalucía, ésta la dividió, reformó y renombró, surgiendo a partir de ella las siguientes vías:
- A-316 de Úbeda a la N-432
- A-333 desde la N-432 hasta Priego de Córdoba
- A-4154 desde Priego de Córdoba hasta Loja conectando con la A-92, vía Algarinejo

Tras este renombramiento, y utilizando otros tramos de la Junta de Andalucía, quedó constituida la carretera la A-316 (de Úbeda a Cabra por Jaén).
No obstante, esta denominación no quedó asentada del todo: al poco tiempo, se sesgó la vía a la altura de la N-432. Utilizando un tramo perteneciente a la antigua A-340 (Estepa-Guadix), la configuración quedó como sigue:
- A-316 de Úbeda a Alcaudete (N-432)
- A-318 de Estepa (A-92) a Luque (N-432)

## Mapa de la situación de la autovía

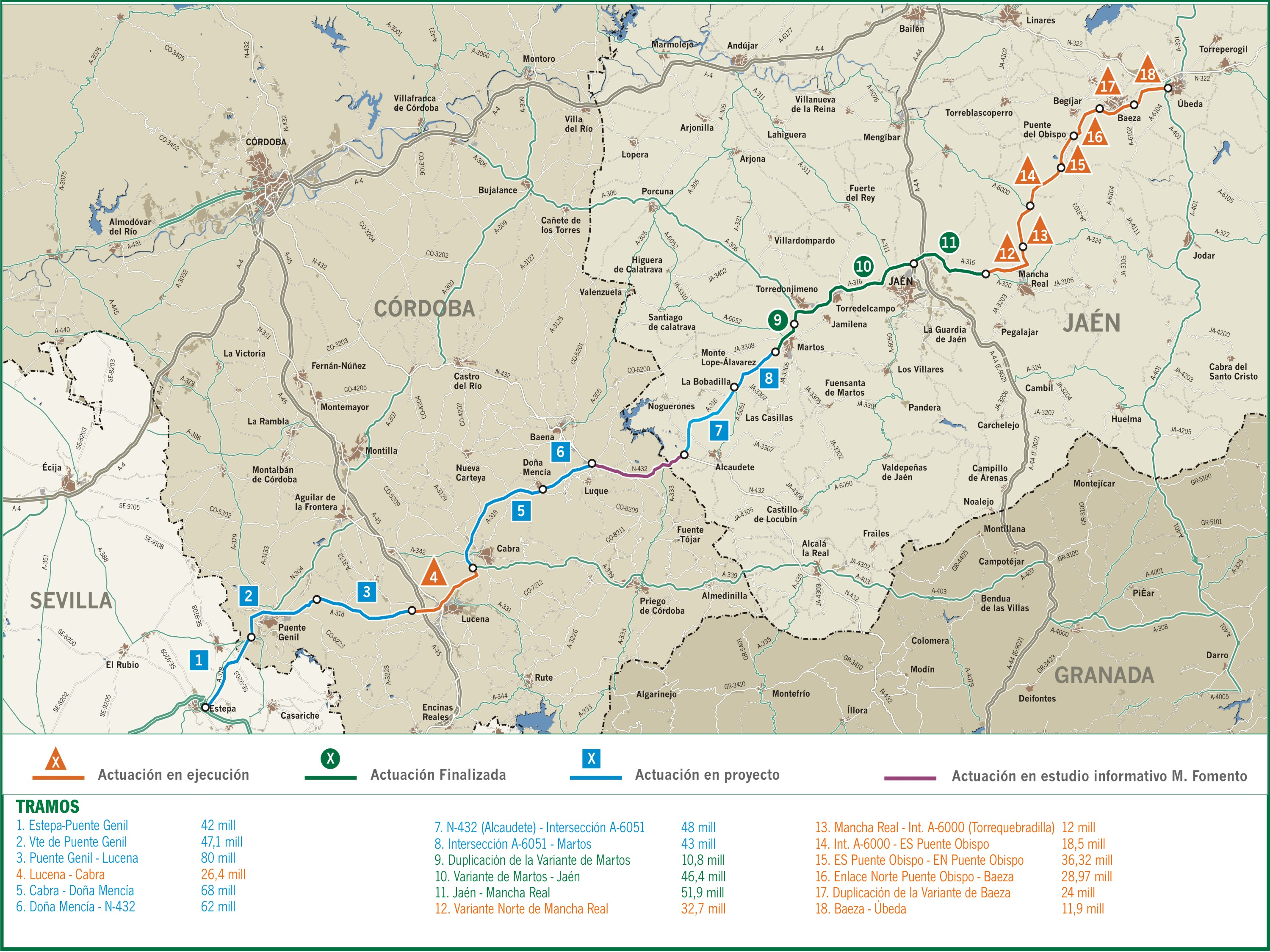

## Tramos

### TramosA-316
| Denominación | Tramo                                                                                | Kilómetros | Año servicio / Estado (2025)                               |
| ------------ | ------------------------------------------------------------------------------------ | ---------- | ---------------------------------------------------------- |
| A-316        | Úbeda A-401 - Baeza (norte)                                                          | 3,6        | 2009                                                       |
| A-316        | Variante de Baeza Tramo: Baeza (norte) - Baeza (oeste)                               | 6,8        | 2015                                                       |
| A-316        | Baeza (oeste) - Puente del Obispo (norte)                                            | 4,7        | 2015                                                       |
| A-316        | Puente del Obispo (norte) - Puente del Obispo (sur)                                  | 5,7        | 2015                                                       |
| A-316        | Puente del Obispo (sur) - Intersección A-6000                                        | 6,7        | 2015                                                       |
| A-316        | Intersección A-6000 - Mancha Real (norte)                                            | 5,4        | 2011                                                       |
| A-316        | Variante de Mancha Real Tramo: Mancha Real (norte) - Mancha Real (oeste)             | 8,4        | 2015                                                       |
| A-316        | Mancha Real (oeste) - Jaén (norte) A-44                                              | 8,9        | 2006                                                       |
| A-316        | Variante noroeste de Jaén Tramo: Jaén (norte) A-44 - Jaén (oeste)                    | 7,6        | 1995                                                       |
| A-316        | Jaén (oeste) - Torredonjimeno (este)                                                 | 9,3        | 1992                                                       |
| A-316        | Variante de Torredonjimeno Tramo: Torredonjimeno (este) - Torredonjimeno (sur) A-306 | 3,4        | 1996                                                       |
| A-316        | Torredonjimeno (sur) A-306 - Martos (norte)                                          | 3,1        | ¿2005?                                                     |
| A-316        | Variante de Martos Tramo: Martos (norte) - Martos (suroeste)                         | 3,9        | 2007                                                       |
|              | Martos (suroeste) - Intersección A-6051                                              | 8,6        | Nuevo proyecto actualizado (pendiente licitación de obras) |
|              | Intersección A-6051 - Alcaudete N-432                                                | 10,8       | Proyecto caducado (pendiente actualización nuevo proyecto) |

### TramosA-318
| Denominación | Tramo                                                                    | Kilómetros | Año servicio / Estado (2025)                               |
| ------------ | ------------------------------------------------------------------------ | ---------- | ---------------------------------------------------------- |
|              | Luque N-432 - Doña Mencía                                                | 12         | Proyecto caducado (pendiente actualización nuevo proyecto) |
|              | Doña Mencía - Cabra (norte)                                              | 5,2        | Proyecto caducado (pendiente actualización nuevo proyecto) |
|              | Variante de Cabra Tramo: Cabra (norte) - Cabra (sur)                     | 7,7        | Nuevo proyecto actualizado (pendiente licitación de obras) |
| A-318        | Cabra (sur) - Lucena A-45                                                | 10         | 2009                                                       |
|              | Lucena A-45 - Navas del Selpillar                                        | 5,2        | Nuevo proyecto actualizado (pendiente licitación de obras) |
|              | Navas del Selpillar - Puente Genil (este)                                | 7          | Proyecto caducado (pendiente actualización nuevo proyecto) |
|              | Variante de Puente Genil Tramo: Puente Genil (este) - Puente Genil (sur) | 15         | Proyecto caducado (pendiente actualización nuevo proyecto) |
|              | Puente Genil (sur) - Estepa (norte) A-92                                 | 12,8       | Proyecto caducado (pendiente actualización nuevo proyecto) |

## Salidas

### TramoA-316Úbeda-Martos
| Estación de servicio BP El Caserón |

| Estación de servicio BP El Caserón |

| Estación de servicio Shell San Lucas |

| Estación de servicio Shell San Lucas |

| Estación de servicio Shell San Lucas |

| estación de servicio Estación de servicio REPSOL Torredelcampo |

| Estación de servicio Shell Torredelcampo |

| Estación de servicio Shell Torredelcampo |

### TramoA-318Lucena-Cabra
| Velocidad | Esquema | Salida | Sentido Luque (N-432)                                            | Carriles | Sentido Estepa (A-92)                                                                                                | Carretera  | Notas |
| --------- | ------- | ------ | ---------------------------------------------------------------- | -------- | --- | ---------- | ----- |
|           |         |        | En proyecto Tramo: Estepa-Lucena                                 |          | En proyecto Tramo: Estepa-Lucena                                                                                     |            |       |
|           |         |        | Comienzo de la Autovía del Olivar A-318 Procede de: A-318 Lucena |          | Fin de la Autovía del Olivar A-318 Incorporación final: A-318 Dirección final: A-318 Estepa A-45 Málaga A-45 Córdoba | A-318 A-45 |       |
|           |         |        | río Lucena 85 metros                                             |          | río Lucena 85 metros                                                                                                 |            |       |
|           |         | 41     | Lucena (oeste) N-331 Los Santos                                  |          | Lucena (oeste) N-331 Los Santos                                                                                      | N-331      |       |
|           |         | 44     | Lucena (norte) A-331 Rute Iznájar                                |          | Lucena (norte) A-331 Rute Iznájar                                                                                    | A-331      |       |
|           |         | 47     | A-339 Cabra (este) Priego de Córdoba Alcalá la Real              |          | A-339 Cabra (este) Priego de Córdoba Alcalá la Real                                                                  | A-339      |       |
|           |         |        | Fin de la Autovía del Olivar A-318 Dirección final: A-318 Luque  |          | Inicio de la Autovía del Olivar A-318 Procede de: A-318 Cabra                                                        | A-318      |       |
|           |         |        | En proyecto Tramo: Cabra-Luque                                   |          | En proyecto Tramo: Cabra-Luque                                                                                       |            |       |